# Pålægssalat
 Denne artikel bør gennemlæses af en person med fagkendskab for at sikre den faglige korrekthed.

Pålægssalater er salater, som bruges til pålæg, og som kan købes færdigblandede i dagligvarebutikker. De er sammensat af eksempelvis salatmayonnaise og/eller creme fraiche, grønsager, kød, fisk, rejer, krydderurter og krydderier. Pålægssalater indeholder som oftest også nogle af følgende tilsætningsstoffer for at forbedre smagen (smagsforstærker), holdbarheden (konserveringsmiddel) og konsistensen (fortykningsmiddel) samt emulgator og kulør (farvestoffer).
Pålægssalater kan enten anvendes alene på rugbrød (håndmad), i sandwich (i sandwichbolle, eller mellem et par skiver franskbrød), som fyld i en croissant eller som pynt på smørrebrød.
Der kan købes mange forskellige pålægssalater. Navn, indhold og smag kan variere fra producent til producent og over tid, for eksempel rejesalat, tidligere (ca. 1970) var hovedindholdet typisk rejer, makaroni og mayonnaise. I 2014 er hovedindholdet typisk, rejer, asparges og mayonnaise.
Færdigblandede pålægssalater kan f.eks. komme fra K-Salat, Graasten Salater og andre producenter.

## Eksempler på pålægssalater
- Sommersalat [4] – (betegnelsen bruges tit også om måltidssalater)[5]
- Italiensk salat – bestående af grønærter, gulerødder i tern, mayo m.m. som det italienske flags farver (grøn, hvid, rød).
- Russisk salat – består af syltede rødbeder i tern, æbletern, eddike m.m. (karakteristisk ved den røde farve).[6]
- Hønsesalat – består af hønsekødsstykker og asparges, mayonnaise m.m.
- Rejesalat – med rejer; eksempel på indhold, se nedenfor!
- Sildesalat – med sild.
- Tunsalat – med tunfisk – eksempel kan ses på billedet øverst til højre.
- Makrelsalat – med makrel.
- Rygeostesalat – med rygeost.
- Kartoffelsalat – indeholder kogte, skiveskårne[7] kartofler m.m. og findes i flere smagsvarianter.
- Æggesalat – med hårdkogte hønseæg i tern.
- Pastasalat – med italiensk pasta.
- Wienersalat - med kogte wienerpølser
- Karrysalat - med forskellige grøntsager og evt. hønseæg og krydret med karry. Spises ofte med marinerede sild.

Endvidere kan nævnes peberrodssalat, torskesalat, skinkesalat, krabbesalat, laksesalat, skagensalat, kylling- & baconsalat, skaldyrssalat, hytteostesalat, kikærtesalat, picklessalat.

## Eksempel på indhold
Rejesalat
Ingredienser: rejer 36% (skaldyr), planteolie 23%, asparges 19% (asparges, salt), vand, æggeblommepulver (maltodextrin), salt, estragoneddike, dextrose.

Tilsat: Surhedsregulerende midler (E270, E262, E296, E330), fortykningsmidler (modificeretstivelse, E412, E415, E401), konservetingsmidler (E202, E211),farve (E160a).

## Andre salater
- Frugtsalater
- Salat som grøntsagsret (måltidssalat).
- Agurkesalat, eksempel på salat som ikke indeholder mayonnaise, kan bestå af agurk, eddike, vand, sukker, salt og peber. Bruges meget som tilbehør i "Hotdogs" og som tilbehør til retten "Grilkylling med pommes frites".